# Caproni Ca.5 (1911)
Pour les articles homonymes, voir Caproni Ca.5.
Le Caproni Ca.5 de 1911 était le cinquième avion conçu et construit par le pionnier de l'aviation italien Gianni Caproni. C'était un biplan avec monomoteur avec hélice bipale tractrice et un empennage, mais sans fuselage.

## Histoire
Le Caproni Ca.5 faisait partie de la série d'avions expérimentaux que Gianni Caproni a conçus, construits et testés en Lombardie en 1910 et 1911. 
Sa construction fut postérieure à la rencontre de Caproni avec l'ingénieur Agostino De Agostini, rencontre qui avait donné vie à la société "Ingg. De Agostini & Caproni Aviazione") et au transfert des ateliers à Vizzola Ticino où il y avait déjà un hangar et un petit aérodrome appartenant au pilote Gherardo Baragiola, propriétaire d'un monoplan  Blériot XI.
L'appareil effectua quelques vols d'essai dans la première moitié de 1911.

## Description
Au lieu d'un fuselage, on trouvait deux tubes métalliques reliés par des montants verticaux qui formaient la poutre soutenant les ailerons de queue, poutre sur laquelle le siège du pilote était fixé. 
Le Ca.5 était dans l'ensemble similaire à son prédécesseur, le Ca.4, dont il conservait la configuration globale et, pour les ailes, le caractéristique profil aérodynamique à double courbure. 
Par rapport au modèle qui l'a précédé, il présentait cependant au moins deux différences notables : 
- les ailes étaient équipées d'un système de torsion d'aile pour contrôler le roulis à la place des ailerons des modèles précédents,
- de plus, l'augmentation de la largeur de voie du train d'atterrissage a permis de supprimer les deux roues stabilisatrices, situées sous les bouts d'aile, qui avaient caractérisé le Ca.4[4].

Le moteur Rebus 4 cylindres en ligne refroidis par air développant 50 ch était placé en position avant et entraînait une hélice tractrice bipale en bois comme tous les aéronefs de l'époque et comme tous les modèles précédents de Caproni (Ca.2 à Ca.4).

## Utilisation opérationnelle
L'avion a été testé en vol dans les premiers mois de 1911, piloté par Baragiola et Caproni lui-même.

Ces tests ont cependant donné des résultats décevants, d'autant plus que la voilure à double courbure s'est avérée beaucoup moins efficace que prévu.

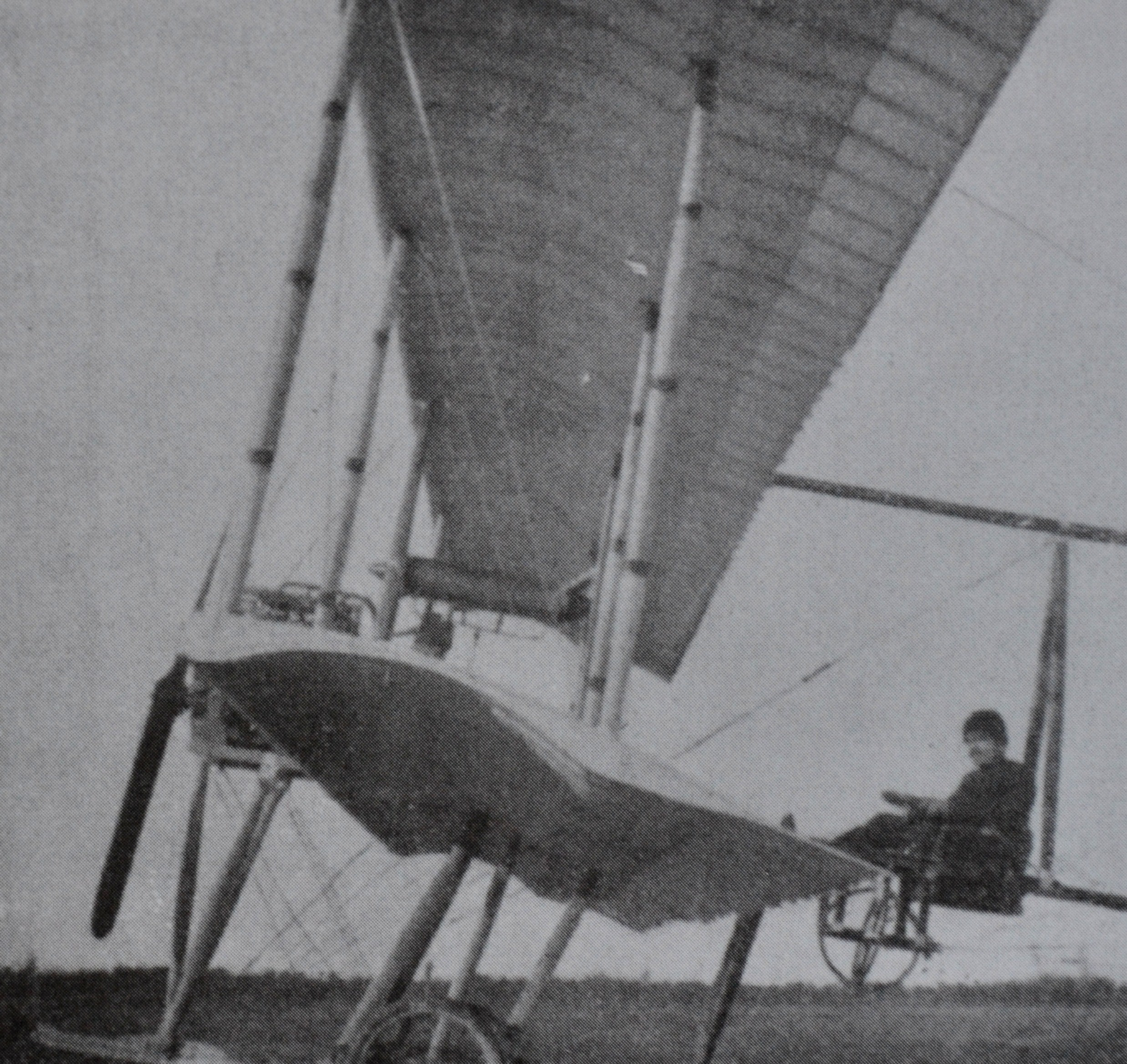
Vue latérale du Caproni Ca.5. On remarque la voilure à double courbure, le moteur et l'hélice en position de traction, le réservoir d'essence sous l'aile supérieure et le système particulier avec lequel les commandes du pilote étaient transmises aux gouvernes.